# Керім Джаманакли
Кері́м Джаманакли́ (крим. Kerim Camanaqlı; тат. Кәрим Җаманаклы; справжнє прізвище Решидов, отже повне ім'я Керім-Решид оглу Решидов крим. Kerim Reşid oğlu Reşidov; *21 січня 1905, с. Джаманак, Євпаторійський повіт, Російська імперія — 2 серпня 1965, Єлабуга, РСФСР, СРСР) — кримськотатарський поет, вчений-літературознавець, перекладач і фольклорист, родоначальник кримськотатарської фольклористики; член Спілки письменників СРСР (1937).

## З життєпису
Народився 21 січня 1905 року в селі Джаманак Євпаторійського повіту в селянській родині Фадьми Емірамет і Абдурешита Таїр Решидових. Керім був старшою дитиною у великій родині, де крім нього було ще шестеро дітей — 5 братів і сестра.
По завершенні початкової освіти в сільській школі, навчався в Сімферопольському педагогічному технікумі (1924-28). 
По закінченні у 1928-29 роках працював учителем Альма-тарханської початкової школи Бахчисарайського району, а в 1929 році вступив на літературний факультет Сімферопольського педагогічного інституту. 
Після закінчення інституту навчався в аспірантурі, паралельно викладаючи літературу в alma mater (1935-37). 
У 1937 році К. Джаманакли в Казанському державному педагогічному інституті успішно захистив кандидатську дисертацію на тему: «Суспільно-літературна діяльність кримськотатарського народного поета Шаміля Тохтаргази» (ступінь отримав лише в 1940 році). Цього ж (1937) року був прийнятий до Спілки письменників СРСР. 
У 1937-41 роках К. Джаманакли-Решидов — старший науковий співробітник сектора кримськотатарської літератури і фольклору Кримського Науково-дослідного інституту мови і літератури імені О. С. Пушкіна. 
У перші дні вступу СРСР у Другу світову війну, разом з сім'ями інших письменників, сім'я К. Джаманакли була евакуйована з Сімферополя — під час війни його дружина і двоє дітей перебували в Татарстані. 
З вересня 1941 по березень 1942 року Керім Джаманакли був мобілізований політбійцем 361-го стрілецького полку, брав участь у боях на Кримському фронті, в районах Перекопу, Керчі, на Кубані. На фронті був пропагандистом, секретарем парторганізації батальйону, очолював групу зі створення бойової історії полку. Кілька разів брав участь в дивізійній розвідці у ворожому стані в Перекопському напрямі. Від самого початку війни активно співпрацював з газетами «Къызыл Кърым» і «Красный Крым».
У квітні 1944 року Керім Джаманакли прибув в звільнений Крим: його помешкання в Сімферополі було зруйноване і розграбоване. За завданням Раднаркому Кримської АРСР він, як директор Кримського Науково-дослідного Інституту татарської мови, літератури та історії, був відряджений спершу до Москви в Академію наук і Народний комісаріат освіти РРФСР — для вирішення питання про зміни в кримськотатарській абетці і орфографії, з наступним відрядженням до Казані для налагодження видання підручників для кримськотатарських шкіл. Саме в Москві К. Джаманакли дізнався про депортацію кримських татар, що закривало йому шлях до повернення до Криму. 9 червня 1944 року Керім Решидов був відряджений до Ташкента через Казань в розпорядження Наркомосвіти Узбецької РСР на постійну роботу.
Наркомосвіти УзРСР відрядив Керіма Рашидова-Джаманакли до  Самарканда, де він був доцентом кафедри узбецької мови і літератури Самаркандського педагогічного інституту імені М. Горького. За рік (1945) він переїхав в Татарстану для возз'єднання з родиною, тобто йому вдалось уникнути долі спецпереселенців. 
Відтак, починаючи від 1945 року К. Джаманакли працював в Єлабузькому педагогічному інституті спочатку старшим викладачем, потім доцентом. У 1948 році став завідувачем кафедри літератури цього вишу, перебуваючи на цій посаді до кінця життя. 
В Єлабузі Керім Джаманакли продовжив свою наукову і літературну діяльність; поступово налагодив зв'язки з колегами і письменниками, що проживали після депортації в різних частинах СРСР. 
Останні роки життя К. Джаманакли були присвячені збиранню документів в архівах різних міст для прозового твору про життя і подвиги Амет-Хана Султана — його чорновий рукопис від робочою назвою «В ім'я життя» зберігається в Архіві Спілки письменників СРСР.
Керім Джаманакли помер 1 серпня 1965 року в Єлабузі. Похований там же на татарському цвинтарі. 

## Літературна, літературознавча, перекладацька і фольклористична діяльність
Керім Джаманакли почав публікувати вірші від 1924 року, вони друкувались у національних періодичних виданнях: «Енъи дюнъя», «Яш къувет», «Къызыл Крым», «Илери», «Эдебият ве культура», «Совет эдебияты»; автор поетичних збірок «Пісні волі» (Азатлыкъ йырлары) і «Пісня матері» (Анайнынъ йыры). З кінця 1950-х твори автора друкувались на сторінках кримськотатарської газети «Ленин байрагъы», що видавалась в Узбекистані.
Вірші поета в перекладі російською публікувались в антологіях «Поети Криму» і «Татарські письменники Криму».
Посмертно, В 1973 році в Ташкенті був виданий збірник віршів К. Джаманакли «Достларыма», підготовлений до друку і з передмовою іншого визначного кримськотатарського поета Ешрефа Шем'ї-заде.
Літературознавчі статті К. Джаманакли, зокрема про творчість Шаміля Тохтаргази, Умера Іпчі публікувались російською в альманасі «Дружба народов» (Москва). В єлабузький період життя публікував статті про життя і творчість татарських класиків Габдулли Тукая, Муси Джаліля. До століття літературознавця (2005) доктор філологічних наук, професор А. Сібгатулліна підготувала і видала в Єлабузі малотиражну збірку вибраних есеїв К. Джаманакли «Эсерлэр», татарською і російською мовами (Кәрим Җаманаклы. Әсәрләр. Алабуга, 2005. ISBN 5-9662-0007-6 // җыентыкны төзүче Әлфинә Сибгатуллина).
Відомий також довоєнним перекладом на кримськотатарську книги Джонатана Свіфта «Гулівер серед велетнів» — «Гулливер великанлар арасында». 
Під час навчання в аспірантурі Керім Джаманакли керував фольклорними експедиціями різними районами Криму. Саме матеріали, зібрані цими експедиціями, стали класичними збірниками кримськотатарського прозового фольклору 1930-х. 
Будучи старшим науковим співробітником сектора кримськотатарської літератури і фольклору Кримського Науково-дослідного інституту мови і літератури імені О. С. Пушкіна, К. Джаманакли-Решидов здійснював вивчення кримськотатарського фольклору, зокрема розробляв його жанрову класифікацію, спираючись на тогочасні досягнення світової фольклористики. Наукові статті дослідника публікувались у національній періодиці: газеті «Енъи дюнья», часописах «Эдебият ве культура» та «Совет эдебияты». 
У 1930-ті підготував низку фольклорних збірок, ставши піонером популяризації кримськотатарського фольклору на мові оригіналу:
- «Чынълар ве манелер /«Чины и мане» (історично перша збірка фольклору кримських татар);
- «Бахтлы халкънынъ йырлары» /«Песни счастливого народа»;
- «Массалар»/«Сказки» (первый том).

У повоєнний (після депортації) Керім Джаманакли зумів повернутись до кримськотатарської фольклористики у 1959 році, упорядкувавши й видавши у співавторстві з Юсуфом Болатом і Раїмом Тинчеровим в Ташкенті нову книгу кримськотатарських народних казок.
У 2007 році в Сімферополі кримськотатарські казки із зібрання текстів, записаних К. Джаманакли і А. Усеїном, були видані кримськотатарською окремою книгою «Къырымтатар халкъ масаллары», вступну статтю до якої написала донька Керіма Джаманакли Нуріє Емірсуїнова (Решидова).

## Вшанування
Творчості Керіма Джаманакли присвячені розділи в вузівському підручнику «Історія кримськотатарської літератури» і в підручнику для 10-го класу «Кримськотатарська література».
Одна з вулиць в новій частині Єлабуги названа ім'ям Керіма Решидова, в музеї татарської мови та літератури місцевого університету, де тривалий час працював кримськотатарський діяч, є розділ, присвячений спадщині письменника і науковця.

## Родина
У 1933 році Керім Джаманакли одружився з поволзькою татаркою, уродженкою Казані Рашидою Усеїновою, яка закінчила Сімферопольський сільськогосподарський інститут. Подружжя виховало троє дітей: сина Ільдуса і дочок Фариду і Нурію.
Син Ільдус — кандидат технічних наук; працював у Науково-дослідному інституті в Москві; у нього дві дочки та троє онуків (2010-ті).
Старша донька Фарида (Бикова) — кандидат економічних наук; працювала доцентом у вищих навчальних закладах Єлабуги, а згодом у Набережних Челнах. Дочка Вікторія, син Альберт, кандидат філологічних наук (2010-ті).
Молодша донька Нуріє Емірсуїнова (Решидова) — кандидат філологічних наук, доцент кафедри російської філології КІПУ.

## Цікавий факт
Про подвиги двічі Героя Радянського Союзу льотчика Амет-Хана Султана кримські татари вперше дізналися з матеріалів Керіма Джаманакли під назвою «Крилатий богатир», що публікувались У 1943-1944 роках на сторінках газет «Къызыл Кърым» і «Красный Крым».